# 经济地理学
經濟地理學的研究聚焦於在不同尺度中經濟活動的空間面向。在公司的經濟決策上，其他因素前往作為市場的都市（或中心商業區）的距離扮演重要的角色。然而其他因素如易達性和原料充足等，影響國家的經濟狀況。舉例說明，新加坡具有關鍵性位置，成為一個重要的海港，而沙烏地阿拉伯的財富幾乎來自於石油。現今經濟地理學中另一個重要的課題是全球化。全球化深刻地影響全球經濟活動的區位、分布和特徵。當許多國家開始消除國界的影響，強化全球尺度的合作關係，促使國家和國界的角色日漸衰微。邊界地區經常處於經濟發展的邊緣和未發展的狀態，其也易與其他邊界地區相互合作。最佳的實例就是歐盟的成立。

## 企业（公司）地理学
經濟地理學從事不同主題的研究，包括產業區位、聚集經濟、交通、國際貿易和發展、房地產、仕紳化（gentrification）、族裔經濟（ethnic economies）、性別經濟（gendered economies）、核心—邊陲理論、都市形式經濟（the economics of urban form）、環境與經濟的關係和全球化等。經濟地理學經常被視為地理學的子學科，雖然近來經濟學者如保羅·克魯格曼（Paul Krugman）和傑佛瑞·薩克斯（Jeffrey Sachs）所感興趣的事物，已視為經濟地理學的一部份。克魯曼將其空間思想應用至國際貿易理論，並且稱之為「新經濟地理學」，直接與地理學中所謂的「新經濟地理學」相互競爭。地理的經濟學已經成為一項替代性的選擇。

## 产业（部门）地理学
經濟地理學是研究經濟活動的區位、分布和空間組織关系的学科，是人文地理学的重要分支之一。研究主題深受研究者的方法論影響。緊接著阿弗列·韋伯（Alfred Weber）的區位論後，新古典區位論趨於研究產業區位和運用量化分析。自1970年代起，反對新古典區位論的兩大研究途徑大大地改變此學科：馬克思主義的政治經濟學與新經濟地理。新經濟地理解釋空間經濟中社會、文化和制度等因素。經濟地理學的研究聚焦於在不同尺度中經濟活動的空間面向。在公司的經濟決策上，其他因素前往作為市場的都市（或中心商業區）的距離扮演重要的角色。然而其他因素如易達性和原料充足等，影響國家的經濟狀況。舉例說明，新加坡具有關鍵性位置，成為一個重要的海港，而沙烏地阿拉伯的財富幾乎來自於石油。

## 区域经济地理学
理論經濟地理學是在於建立關於經濟活動的空間規劃和分布之理論。
- 歷史經濟地理學是在於解釋歷史和空間經濟結構的發展。
- 區域經濟地理學是在於解釋特定區域或國家的經濟狀況，也研究經濟區域化。
- 基進經濟地理學是來自於當代基進地理的觀點和哲學體系的研究途徑。
- 行為經濟地理學是解釋空間推理、區位決策制定，以及企業[3]與個人行為等的認知過程。

## 相關書籍
- Lloyd, P. E. - Dicken, P.(1977). Location in space - A Theoretical Approach to Economic Geography, Second Edition. Harper & Row Ltd, London.
- Massey, D.(1984). Spatial Divisions of Labour, Social Structures and the Structure of Production, MacMillan, London.
- Lee, R. - Wills, J. (1997). Geographies of Economies, Arnold, London.
- Dicken, P. (2003). Global Shift: Reshaping the Global Economic Map in the 21st Century, Fourth Edition. The Guilford Press.
- Scott, Allen J.(2006). Geography and Economy. Oxford University Press.
- 刘艳芳. . 北京: 科学出版社. 2006年3月. ISBN 978-7-03-016785-9.

## 相關期刊
- Economic Geography （页面存档备份，存于） - founded and published quarterly at Clark University since 1925
- Journal of Economic Geography （页面存档备份，存于） - published by Oxford University Press since 2001
- Zeitschrift für Wirtschaftsgeographie （页面存档备份，存于） - The German Journal of Economic Geography published since 1956.
- Tijdschrift voor economische en sociale geografie (TESG) （页面存档备份，存于） - Published by The Royal Dutch Geographical Society (KNAG) since 1948.

## 參閱
- 工業地理學
- 區位論
- 空間分析
- 發展地理學
- 區域科學
- 零售地理學
- 聚集經濟
- 貿易引力模型